# William Negri
William Negri (Bagnolo San Vito, 30 luglio 1935 – Mantova, 26 giugno 2020) è stato un calciatore e allenatore di calcio italiano, di ruolo portiere.

## Biografia
Era soprannominato "Carburo" per il fanale a carburo che William utilizzava quando viaggiava in bicicletta, viaggi anche a volte molto lunghi, soprattutto quando da Governolo partiva per allenarsi con l’Indomita Mantova in centro città.
Campione d’Italia con la maglia del Bologna nella stagione 1963/64, la sua carriera all’apice del calcio italiano viene sfortunatamente interrotta da un infortunio (da cui non si riprenderà mai completamente) il 3 Aprile 1966 durante Fiorentina - Bologna. L’infortunio non ha permesso a Carburo di prendere parte alla spedizione azzurra in Inghilterra al mondiale 1966, dove sarebbe stato indubbiamente il portiere titolare.
È morto dopo una lunga malattia il 26 giugno 2020.

## Carriera

### Giocatore

#### Club
Cominciò con il calcio fin dalla giovane età, anche se per un periodo venne dirottato alla pallavolo. Iniziò nella Governolese nel campionato di Prima Categoria del 1953-1954, passando al Mantova nel 1954, in IV Serie, sotto la guida di Edmondo Fabbri. Nel marzo del 1957 partì per il servizio militare a Palermo, venendo ingaggiato dal Palermo, che lasciò nel novembre dello stesso anno per andare a giocare nel Bagheria, in Interregionale, ma soprattutto prese parte al campionato di Serie B di pallavolo arrivando agli spareggi per l'ammissione alla Serie A.

Negri (a destra) al L.R. Vicenza nel 1967, mentre esce dal campo assieme al giallorosso Losi, al termine della trasferta a Roma del 12 novembre

Tornato a Mantova, si ritrovò a fare la riserva dopo la promozione in Serie C della squadra, conquistata l'anno precedente, ma tornò a giocare presto e conquistò nello spareggio contro il Siena la promozione in Serie B. Al secondo anno fra i cadetti, la squadra di Fabbri centrò la promozione in Serie A, dove Negri esordì il 27 agosto 1961 contro la Juventus. Le sue prestazioni contribuirono al nono posto del Mantova e gli valsero sia il premio di miglior portiere dell'anno sia, sul finire del 1962, l'esordio in nazionale.
Passò al Bologna nel 1963, vincendo subito lo scudetto nella finale-spareggio di Roma contro l'Inter di Helenio Herrera. Negri giocò tutte e 34 le partite di campionato (più lo spareggio) subendo solo 18 reti. Giocò quindi con i rossoblù in Coppa dei Campioni.
Si infortunò gravemente nel campionato 1965-1966; rimasto fermo anche per tutta la stagione successiva, tranne una breve parentesi in prestito al Mantova per disputare la Coppa dell'Amicizia italo-svizzera 1967 e un’amichevole di lusso contro il Santos di Pelé, venne quindi ingaggiato dal L.R. Vicenza nel 1967, dove giocò da titolare, passando nel 1968 al Genoa in Serie B, per poi tornare al Mantova, dove chiuse la carriera nel 1971.
In carriera ha totalizzato complessivamente 167 presenze in Serie A e 77 in Serie B.

#### Nazionale
Il 6 maggio 1962 debuttò nell'Italia B in un'amichevole con la Francia, subentrando all'infortunato Enrico Albertosi a pochi minuti dal termine dell'incontro, conclusosi 2-2.
L'11 novembre 1962 esordì nella nazionale A, scendendo in campo nella vittoria per 2-1 sull'Austria. L'infortunio occorsogli durante il campionato 1965-1966 gli impedì di prendere parte al campionato del mondo 1966. In maglia azzurra ha totalizzato 12 presenze, subendo 10 reti.

### Allenatore
Negli anni 1970 fu allenatore dei portieri al Mantova; fece poi anche il secondo allenatore e sedette in qualche occasione sulla panchina della prima squadra. Nel campionato 1988-1989 fu chiamato a sostituire Paolo Ferrario sulla panchina del Modena, assieme a Mario Viviani.

## Statistiche

### Cronologia presenze e reti in nazionale
| Cronologia completa delle presenze e delle reti in nazionale ― Italia | Cronologia completa delle presenze e delle reti in nazionale ― Italia | Cronologia completa delle presenze e delle reti in nazionale ― Italia | Cronologia completa delle presenze e delle reti in nazionale ― Italia | Cronologia completa delle presenze e delle reti in nazionale ― Italia | Cronologia completa delle presenze e delle reti in nazionale ― Italia | Cronologia completa delle presenze e delle reti in nazionale ― Italia | Cronologia completa delle presenze e delle reti in nazionale ― Italia |
| Data                                                                  | Città                                                                 | In casa                                                               | Risultato                                                             | Ospiti                                                                | Competizione                                                          | Reti                                                                  | Note                                                                  |
| --------------------------------------------------------------------- | --------------------------------------------------------------------- | --------------------------------------------------------------------- | --------------------------------------------------------------------- | --------------------------------------------------------------------- | --------------------------------------------------------------------- | --------------------------------------------------------------------- | --------------------------------------------------------------------- |
| 11-11-1962                                                            | Vienna                                                                | Austria                                                               | 1 – 2                                                                 | Italia                                                                | Amichevole                                                            | -1                                                                    |                                                                       |
| 2-12-1962                                                             | Bologna                                                               | Italia                                                                | 6 – 0                                                                 | Turchia                                                               | Qual. Euro 1964                                                       | -                                                                     |                                                                       |
| 13-10-1963                                                            | Mosca                                                                 | Unione Sovietica                                                      | 2 – 0                                                                 | Italia                                                                | Qual. Euro 1964                                                       | -2                                                                    |                                                                       |
| 11-4-1964                                                             | Firenze                                                               | Italia                                                                | 0 – 0                                                                 | Cecoslovacchia                                                        | Amichevole                                                            | -                                                                     |                                                                       |
| 10-5-1964                                                             | Losanna                                                               | Svizzera                                                              | 1 – 3                                                                 | Italia                                                                | Amichevole                                                            | -1                                                                    |                                                                       |
| 5-12-1964                                                             | Bologna                                                               | Italia                                                                | 3 – 1                                                                 | Danimarca                                                             | Amichevole                                                            | -1                                                                    |                                                                       |
| 13-3-1965                                                             | Amburgo                                                               | Germania Ovest                                                        | 1 – 1                                                                 | Italia                                                                | Amichevole                                                            | -1                                                                    |                                                                       |
| 18-4-1965                                                             | Varsavia                                                              | Polonia                                                               | 0 – 0                                                                 | Italia                                                                | Qual. Mondiali 1966                                                   | -                                                                     |                                                                       |
| 16-6-1965                                                             | Malmö                                                                 | Svezia                                                                | 2 – 2                                                                 | Italia                                                                | Amichevole                                                            | -2                                                                    |                                                                       |
| 23-6-1965                                                             | Helsinki                                                              | Finlandia                                                             | 0 – 2                                                                 | Italia                                                                | Qual. Mondiali 1966                                                   | -                                                                     |                                                                       |
| 1-11-1965                                                             | Roma                                                                  | Italia                                                                | 6 – 1                                                                 | Polonia                                                               | Qual. Mondiali 1966                                                   | -1                                                                    |                                                                       |
| 9-11-1965                                                             | Glasgow                                                               | Scozia                                                                | 1 – 0                                                                 | Italia                                                                | Qual. Mondiali 1966                                                   | -1                                                                    |                                                                       |
| Totale                                                                |                                                                       | Presenze                                                              | 12                                                                    |                                                                       | Reti                                                                  | - 10                                                                  |                                                                       |

## Palmarès

### Giocatore

#### Club
- Campionato italiano Serie C: 1

Mantova: 1958-1959 (girone A)
- Campionato italiano: 1

Bologna: 1963-1964